# Rheumaptera depravata
Rheumaptera depravata är en fjärilsart som beskrevs av Galv. 1934. Rheumaptera depravata ingår i släktet Rheumaptera och familjen mätare. Inga underarter finns listade.